# Altstadt Merkendorf
Die Altstadt der Stadt Merkendorf im Fränkischen Seenland (Mittelfranken) stammt aus dem Spätmittelalter und hat einen annähernd quadratischen Grundriss.

## Altstadt

### Aufbau
Das Ensemble umfasst die ummauerte spätmittelalterliche Stadtanlage, die ihre entscheidende Formung im 15. Jahrhundert als Eigenstadt des Klosters Heilsbronn und Verwaltungssitz von dessen Propstei Altmühl erhielt. Die Stadtbefestigung mit drei Toren und acht kleineren Rund- und Rechtecktürmen umschließt eine annähernd rechteckige Fläche, die von einem unregelmäßigen Gassennetz durchzogen wird, das weniger auf planmäßige Stadtbaukunst des 15. Jahrhunderts als vielmehr auf Wegbeziehungen früherer Jahrhunderte zurückzuführen ist und deutlich einen älteren Ortskern um die Stadtkirche zwischen Oberem Tor und Rathaus erkennen lässt. Das Kloster Heilsbronn hatte dort systematisch seit dem 13. Jahrhundert alle Güter verschiedener Herren aufgekauft.

### Verlauf des Straßennetzes
Die zum Taschentor führende Adlerstraße trifft beim Marktplatz in der Ortsmitte auf die vom Oberen zum Unteren Tor ziehende Hauptstraße. Am Marktplatz liegen, auf ansteigendem Gelände städtebaulich wirkungsvoll angeordnet, die wichtigsten Bauten, wie das spätgotische Rathaus, das ehemalige Amtshaus, die ehemalige Zehntscheune und das Gasthaus Zur Sonne.

### Fassadengestaltung
Die Haupt- und Nebengassen der Stadtmitte haben eine annähernd geschlossene, giebel- und traufseitige Bebauung mit meist verputzten Fachwerkteilen, die über großenteils spätmittelalterlichem Kern nach schweren Zerstörungen im Dreißigjährigen Krieg überwiegend im 17. und 18. Jahrhundert erneuert wurden. Die meisten Bauten sind Zeugnisse ackerbürgerlichen Wohlstandes, der durch den nach dem Dreißigjährigen Krieg beginnenden Krautanbau entstand, der Zeit nach der Säkularisation des Klosterstaats, in der Merkendorf einem markgräflich ansbachischen Stadtvogt unterstand. Neben den Wohnhäusern bestimmen die diesen zugeordneten, oft stattlichen Scheunen, das Straßenbild.

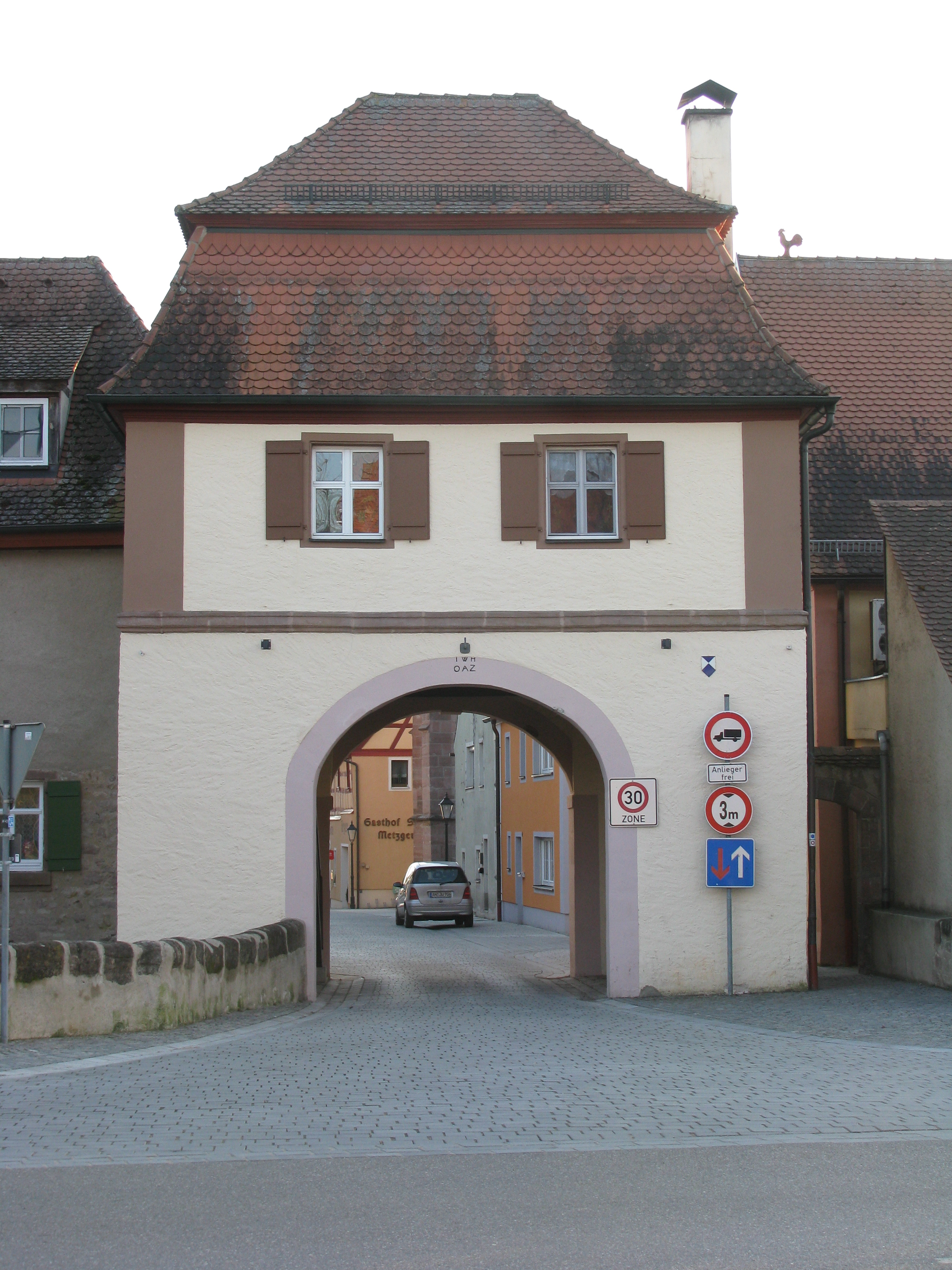
Oberes Tor
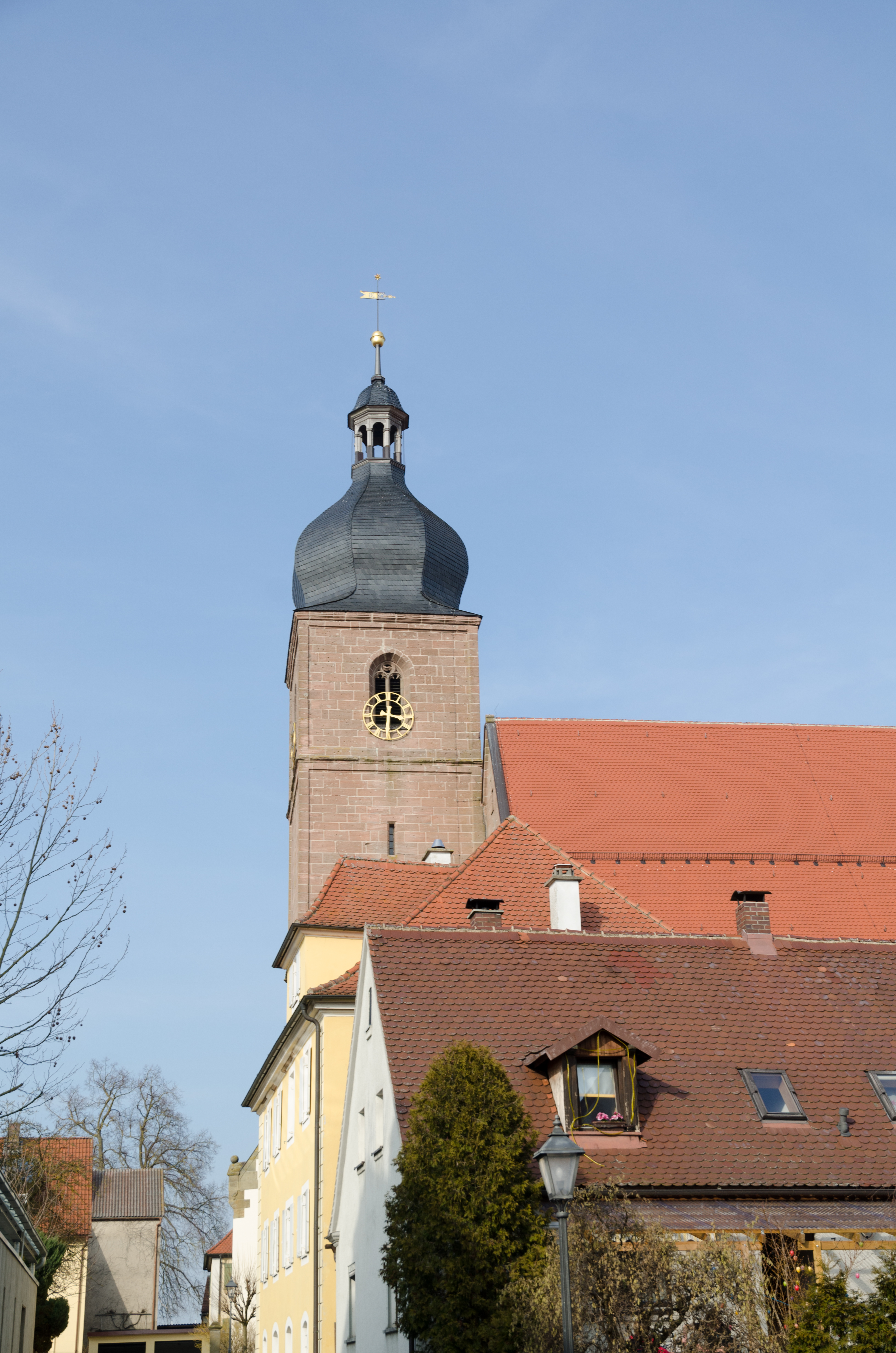
Stadtkirche
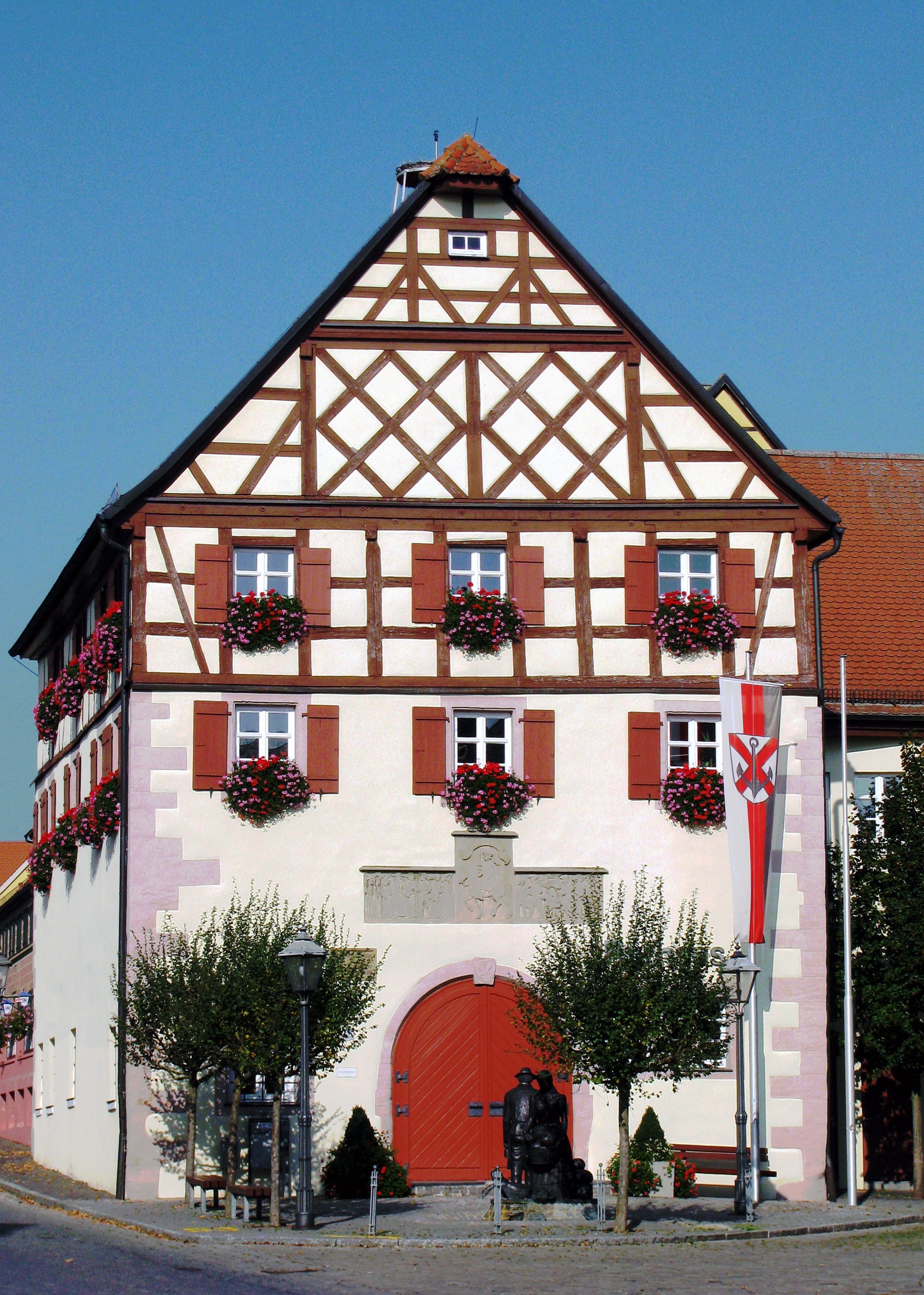
Rathaus
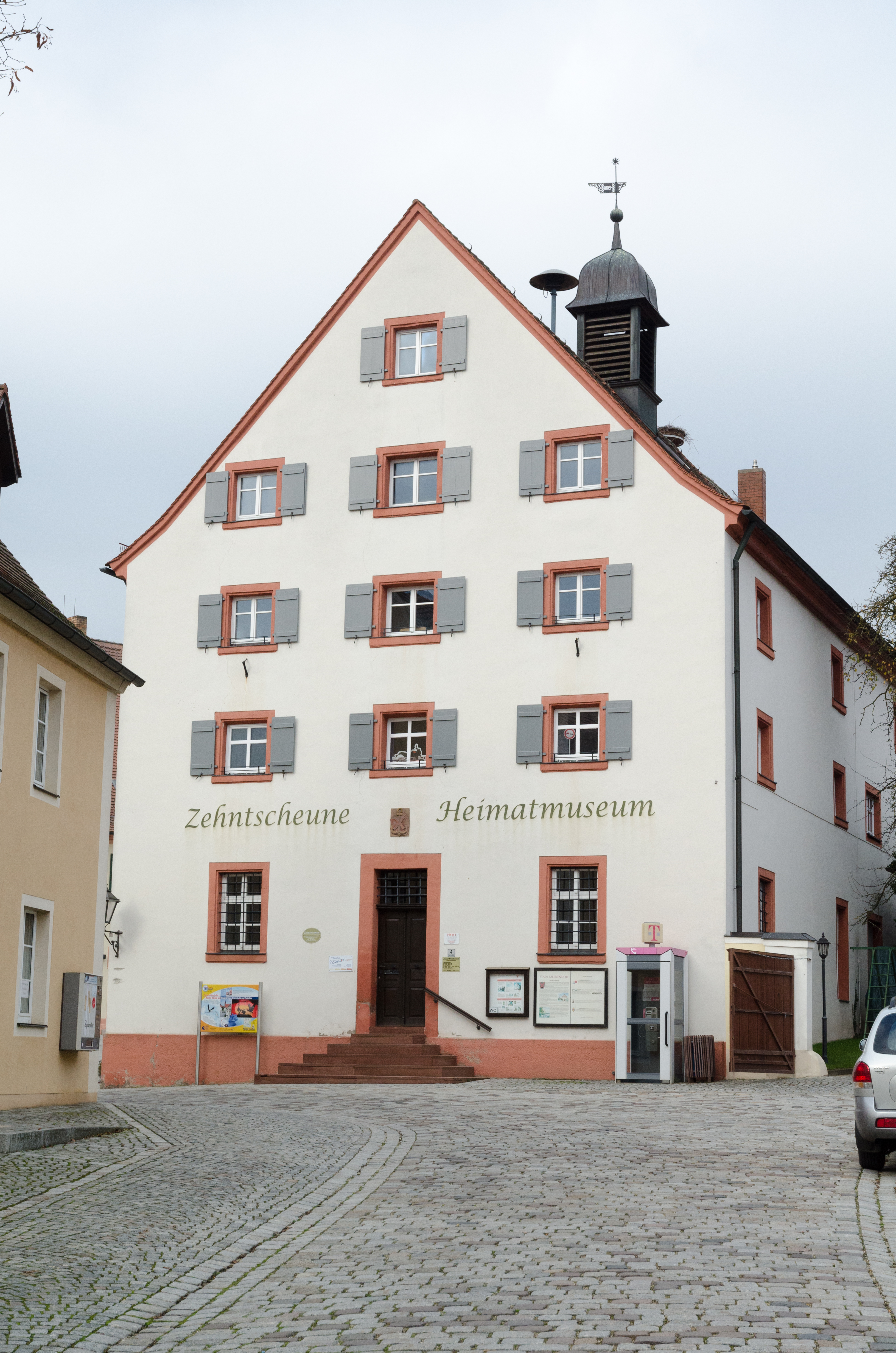
Ehemalige Zehntscheune
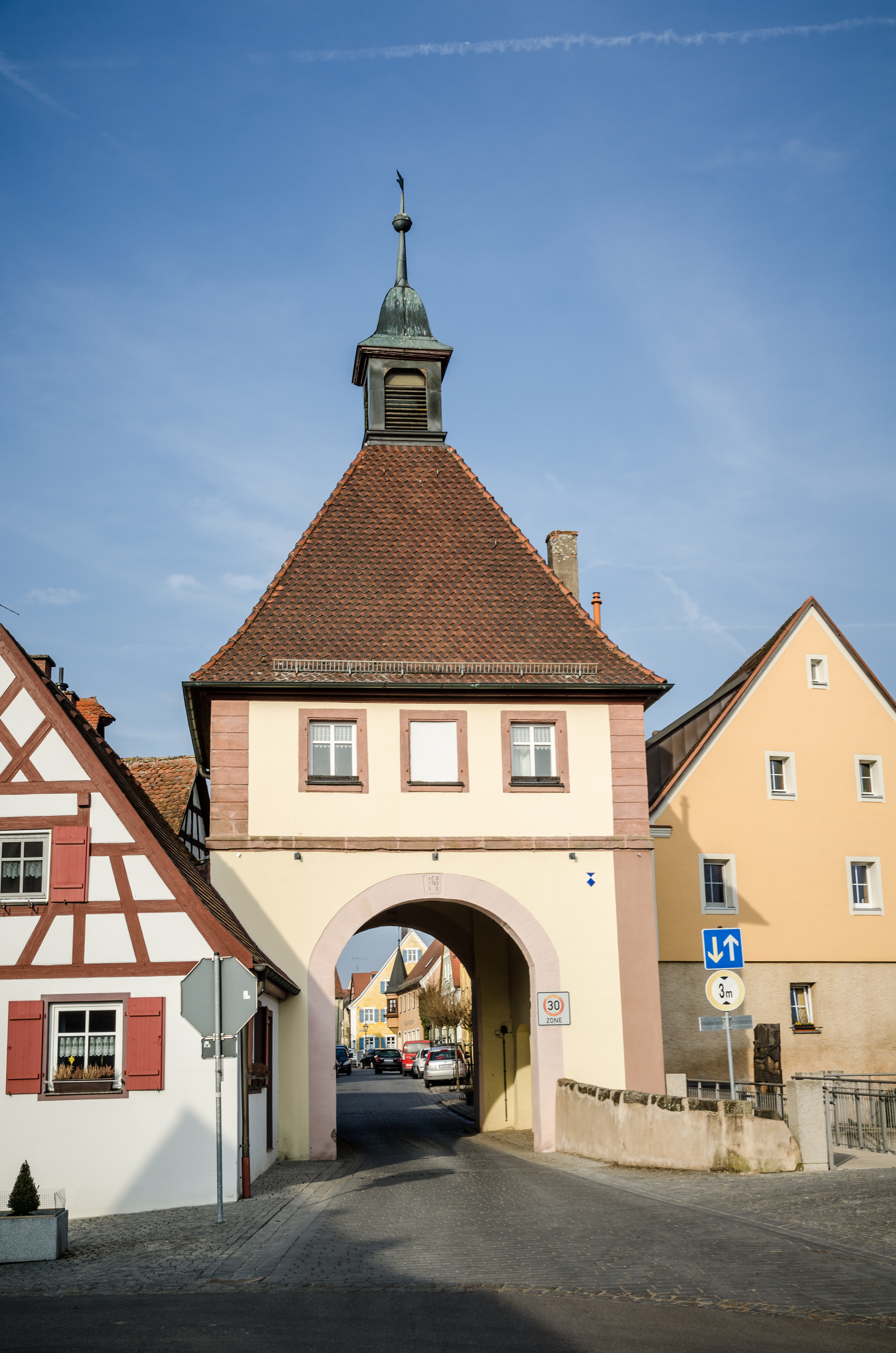
Unteres Tor
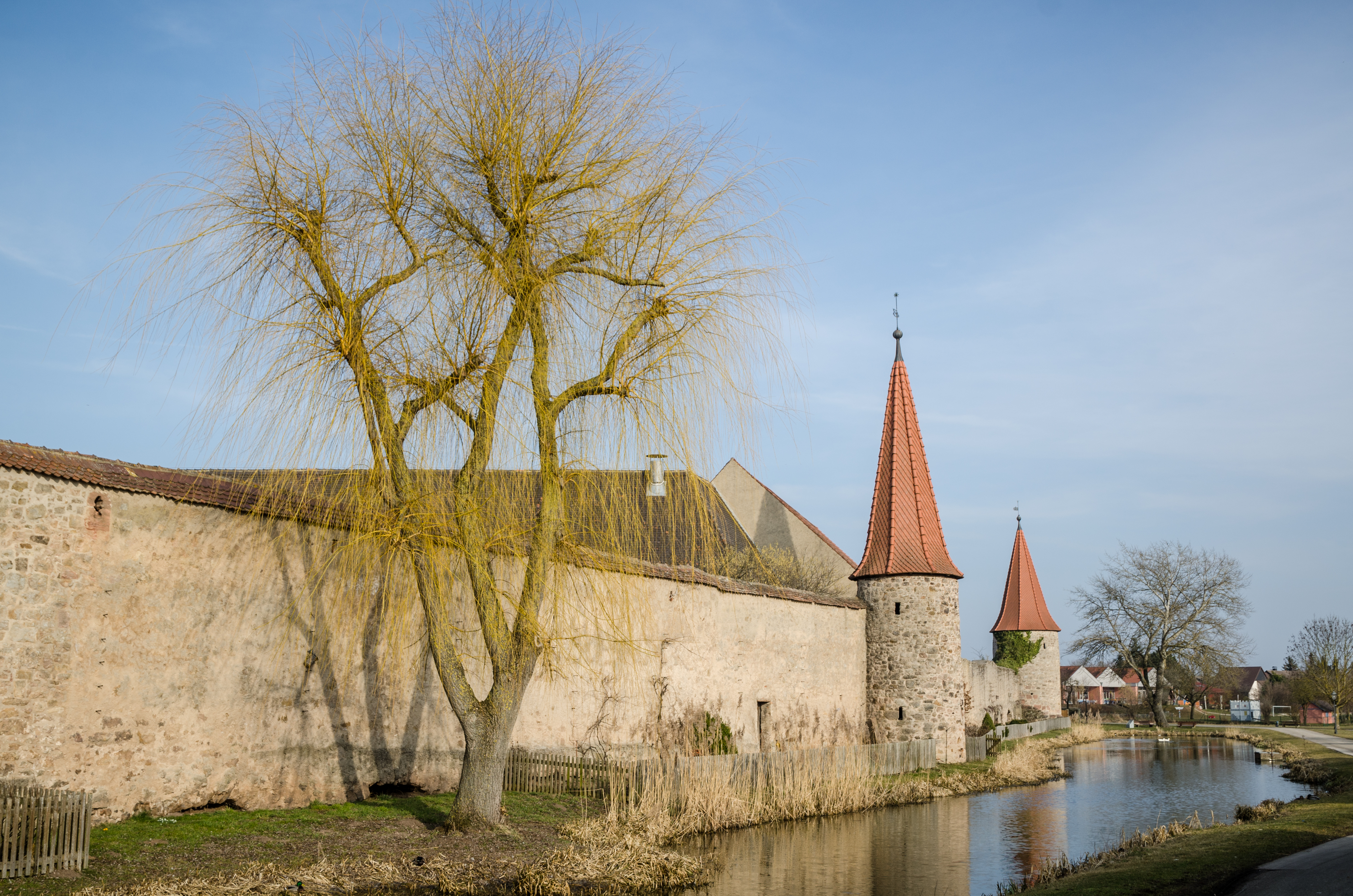
Wassergefüllter Graben an der Stadtbefestigung

### Umfeld
In der Nähe der Stadtmauer befinden sich teils eingeschossige Handwerker- und Kleinbauernhäuser, häufig mit spätmittelalterlichem Kern, teils größere Bauernhöfe und ausgedehnte Gärten.

### Heutiges Erscheinungsbild
Kriegsverluste des Zweiten Weltkriegs und der veränderte Wiederaufbau einzelner Anwesen führten zu Störungen des Ortsbildes.

### Straßen
Innerhalb des Mauerrings liegen folgende Straßen: 
- (Innere) Hauptstraße (verläuft von Norden nach Süden durch die Altstadt)
- Marktplatz (dort wurde im Mittelalter der Jahrmarkt abgehalten)
- Schulstraße (westlich der Hauptstraße; benannt nach dem früheren Fachschulhaus)
- Brauhausstraße (östlich der Hauptstraße; benannt nach der ehemaligen Brauerei Hellein, die an dieser Straße ihre Braustätte hatte).
- Weberstraße (östlich der Hauptstraße; benannt nach den Webern, die in Merkendorf einst eine große Zunft hatten)
- Adlerstraße (östlich der Hauptstraße; in der Zeit des Nationalsozialismus in Ritter-v.-Epp-Straße umbenannt)
- Gerberstraße (östlich der Hauptstraße; benannt nach den Gerbern)

Um die Stadtmauer verläuft die Ringstraße, ein Teil der Staatsstraße St 2220, die von Windsbach nach Weidenbach führt.

## Vorstadt
Die südlich angelagerte Vorstadt, wohl entstanden im 17. Jahrhundert, ist weitgehend verbaut. Im Übrigen zeigt jedoch der Umgriff der Stadtbefestigung auf weite Strecken im Westen, Südwesten und Südosten in ganz ursprünglicher Weise den Übergang von der teilweise mit Wasser gefüllten Gräben versehenen Stadtbefestigung in das flache Umland.

### Straßen
- (Äußere) Hauptstraße (verläuft vom Unteren Tor bis zur B 13)
- Bahnhofweg (westlich der Hauptstraße; führt zum Bahnhof Triesdorf)
- Hirschlacher Straße (Fortsetzung der Hauptstraße nach der B 13; führt in Richtung Hirschlach)
- Espanstraße (zweigt von der Hirschlacher Straße ab; benannt nach dem Espan)
- Feldstraße (zweigt von der Hirschlacher Straße ab)
- Am Sportplatz (um die TSV-Halle)
- Heglauer Straße (führt nach Heglau)

Die Vorstadt wird von der B 13 geteilt. Die Bundesstraße trägt durch Merkendorf den Namen Gunzenhausener Straße, da sie in südlicher Richtung nach Gunzenhausen führt.